# Olga Streltsova
Olga Aleksàndrovna Streltsova (en rus Ольга Александровна Стрельцова) (25 de febrer de 1987) és una ciclista russa especialista en el ciclisme en pista. S'ha proclamat campiona d'Europa en velocitat per equips, el 2013.

## Palmarès
- 2011
  -  Campiona de Rússia en Velocitat
  -  Campiona de Rússia en 500 metres
  -  Campiona de Rússia en Velocitat per equips
- 2013
  -  Campiona d'Europa en Velocitat per equips (amb Ielena Bréjniva)
  -  Campiona de Rússia en Velocitat per equips